# یوشیاکی یاتسو
یوشیاکی یاتسو (انگلیسی: Yoshiaki Yatsu؛ زادهٔ ۱۹ ژوئیهٔ ۱۹۵۶) کشتی‌گیر و ورزشکار هنرهای رزمی ترکیبی اهل ژاپن بود.
وی در مسابقات کشوری و بین‌المللی در مجموع برندهٔ ۱ مدال طلا شده‌است.